# Watonga
Watonga är administrativ huvudort i Blaine County i Oklahoma. Orten har fått sitt namn efter arapahohövdingen Wa-ton-ga.

## Kända personer från Watonga
- Clarence Nash, röstskådespelare